# Samtbauchkolibri
Der Samtbauchkolibri (Lafresnaya lafresnayi) oder manchmal auch Fadenschwingenkolibri ist ein Vogel aus der Familie der Kolibris (Trochilidae) und die einzige Art der somit monotypischen Gattung Lafresnaya. Die Art hat ein großes Verbreitungsgebiet, das etwa  2.140.000 Quadratkilometer in den südamerikanischen Ländern Kolumbien, Ecuador, Peru und Venezuela umfasst. Der Bestand wird von der IUCN als „nicht gefährdet“ (least concern) eingeschätzt.

## Merkmale
Der Samtbauchkolibri erreicht eine Körperlänge von etwa 11 bis 12 cm. Der lange, schlanke, gebogene Schnabel wird ca. 22 bis 25 mm lang. Beide Geschlechter haben einen weißen gefächerten Schwanz, dessen Mitte eine grüne Steuerfeder ziert. Die Oberseite des Männchens ist schimmernd grün. Kehle, Brust und die Seiten glitzern grün. Die Brustmitte bis zum Bauch ziert ein schwarzer Fleck. Das Weibchen hat ebenfalls eine grün schimmernde Oberseite. Hals und Brust sind grün gepunktet. Richtung Bauch geht die Farbe in ein Grauweiß über.

## Habitat
Man sieht den Samtbauchkolibri oft in nebelfeuchtem Bergwald oder nahe feuchtem Gebüsch sowie niedrigem Sekundärgestrüpp. Er bewegt sich in Höhen zwischen 1500 und 3000 Metern. In Peru findet man ihn an den Osthängen der Anden. In Kolumbien ist er u. a. in der Sierra Nevada de Santa Marta zu Hause.

## Verhalten
Die Männchen besetzen nektarreiche Territorien. Die Weibchen fliegen als sogenannte Trapliner regelmäßig bestimmte Futterpflanzen an. Beide bevorzugen tief gelegene Blüten mit langen Kelchen, die der Form des langen, gebogenen Schnabels entgegenkommen. Die Krone der Samtbauchkolibris ist auffällig oft mit Pollenstaub bedeckt. Die Brutzeit in den Bergen von Santa Marta ist im Mai, in den Westanden im September.

## Lautäußerungen
Der Ruf besteht aus einer Serie hoher schwirrender Töne und einem schwachen hohen abnehmendem  psiiuh. Gelegentlich hört es sich an wie ein schwaches Rasseln.

## Unterarten

Verbreitungsgebiet des Samtbauchkolibris

Es werden sechs Unterarten anerkannt.
- Lafresnaya lafresnayi greenewalti W. H. Phelps & W. H. Phelps Jr, 1961[4]
- Lafresnaya lafresnayi lafresnayi (Boissonneau, 1840)[5]
- Lafresnaya lafresnayi liriope Bangs, 1910[6]
- Lafresnaya lafresnayi rectirostris Berlepsch & Stolzmann, 1902[7]
- Lafresnaya lafresnayi saul (Delattre & Bourcier, 1846)[8]
- Lafresnaya lafresnayi longirostris Schuchmann, Weller & Wulfmeyer, 2003[9]

Die Unterarten Lafresnaya lafresnayi orestes (Zimmer, JT, 1951) und Lafresnaya lafresnayi tamae (Phelps & Aveledo, 1987) werden normalerweise als ungültiges Taxon angesehen. Die Subspezies oresta ist wohl identisch mit rectirostris, während tamae der Unterart lafresnayi entspricht.
Die Unterart L. l. liriope findet man in der Sierra Nevada de Santa Marta im Nordosten Kolumbiens. Die Subspezies L. l. greenewalti ist im Westen Venezuelas beheimatet. Das umfasst das Gebiet im Norden von Táchira, Mérida und den Süden von Trujillo. Im extremen Westen Venezuelas nahe Páramo de Tamá, im Süden von Táchira sowie in den Ost- & Zentralanden Kolumbiens kann man die Subspezies L. l. lafresnayi beobachten. In den Anden des Südwestens Kolumbiens, in Ecuador und im Norden von Peru ist die Unterart L. l. saul präsent. L. l. longirostris kommt im westlichen zentralen Kolumbien vor. Schließlich findet man die Unterart L. l. rectirostris in Nord- & Zentralperu.

## Etymologie und Forschungsgeschichte
Auguste Boissonneau beschrieb den Kolibri zuerst unter dem Namen Trochilus La Fresnayi. Er widmete das wissenschaftliche Taxon Baron Frédéric de Lafresnaye für seine zahlreichen Dienste im Sinne der Ornithologie. Erst später schlug Charles Lucien Jules Laurent Bonaparte den Samtbauchkolibri in seinem Monumentalwerk Conspectus generum avium der neuen Gattung Lafresnaya zu, dessen Namenswahl ebenfalls zur Ehrerbietung des Barons diente. Der Name greenewalti in der Unterart ist eine Anerkennung des Kolibri-Fotografen und Freundes der Autoren Crawford Hallock Greenewalt (1902–1993). Das Wort liriope geht auf die böotische Nymphe namens Liriope (Λιριόπη Liriópē) zurück. Die Unterart saul hat ihren Namen von der englischen Conchologin Jane Saul (1807–1895) aus Limehouse. Das Wort rectirostris leitet sich aus den lateinischen Wörtern rectus für „gerade“ und rostrum für „Schnabel“ ab. Schließlich ist longirostris ein Wortgebilde aus den lateinischen Wörtern longus für „lang“ und ebenfalls rostrum für „Schnabel“.